# Шлычков, Владимир Константинович
Влади́мир Константи́нович Шлычков (31 июля [13 августа] 1914, Москва — неизвестно) — советский футболист, защитник, полузащитник.
В 1932—1935 годах выступал за команду 1-й ситценабивной фабрики. В 1936—1946 — игрок ЦДКА, в 71 матче чемпионата забил три гола. В 1948 выступал за ОДО Ташкент.
Серебряный призёр чемпионатов СССР 1938, 1945 (3 игры). Бронзовый призёр 1939.
Финалист Кубка СССР 1944.